# Igreja Matriz de Odeceixe
A Igreja Matriz de Odeceixe é um monumento religioso na vila de Odeceixe, na região do Algarve, em Portugal.

## Descrição
A igreja é consagrada a Nossa Senhora da Piedade, padroeira da vila. Está situada junto à Rua 25 de Abril, num ponto elevado da povoação.
O seu interior é marcado pela sobriedade, com dois altares colaterais e uma capela-mor no estilo neoclássico. O arco triunfal quinhentista é de traça manuelina. Os principais elementos na igreja são a coroa de Nossa Senhora da Piedade, em prata lavrada, esculpida entre 1564 e 1565, e uma custódia também em prata, do final do século XVII. Também se destacam outras peças do recheio, como coroas, cálices e patenas.

## História
O edifício foi construído entre os princípios do século XIV e os finais do século XV. Ao longo da sua história foi alvo de várias campanhas de restauro, que lhe mudaram a traça, embora ainda sejam visíveis alguns elementos que terão sido introduzidos nas obras de 1527, durante o reinado de D. João II, como o arco triunfal. Em 1565 voltou a ser alvo de trabalhos, que lhe modificaram o arco triunfal. O edifício foi muito ampliado durante as intervenções desde o século XVI até aos princípios do século XVII, durante as quais terá atingido as suas dimensões definitivas. Além da estrutura, as obras também incidiram sobre o retábulo, que foi repintado, perdendo desta forma o seu valor artístico original.

## Leitura recomendada
- Ventura, Ruy (2014). Notas sobre a história da igreja paroquial de Odesseixe. Odeceixe: Junta da Freguesia de Odeceixe. 60 páginas
- Sagaz, Catarina Batista (2015). Património Artístico e Religioso das Igenturarejas Matrizes do concelho de Aljezur: Contributos para a sua valorização e proteção (PDF) (Tese de Mestrado). Universidade Aberta. Consultado em 9 de Setembro de 2021